# Zalesie (rejon szarkowszczyński)
Zalesie (biał. Залессе; ros. Залесье) – wieś na Białorusi, w obwodzie witebskim, w rejonie szarkowszczyńskim, w sielsowiecie Jody.

## Historia
W czasach zaborów wieś w powiecie dzisieńskim, w guberni wileńskiej Imperium Rosyjskiego
W latach 1921–1945 wieś leżała w Polsce, w województwie wileńskim, w powiecie dziśnieńskim (od 1926 w powiecie brasławskim), w gminie Jody.
Według Powszechnego Spisu Ludności z 1921 roku zamieszkiwały tu 133 osoby, 34 były wyznania rzymskokatolickiego, 2 prawosławnego, 1 ewangelickiego a 96 staroobrzędowego. Jednocześnie 35 mieszkańców zadeklarowało polską, 94 białoruską a 4 rosyjską przynależność narodową. Były tu 22 budynki mieszkalne. W 1931 w 30 domach zamieszkiwało 163 osoby.
Wierni należeli do parafii rzymskokatolickiej w Zamoszach i parafii prawosławnej w Jodach. Miejscowość podlegała pod Sąd Grodzki w Brasławiu i Okręgowy w Wilnie; właściwy urząd pocztowy mieścił się w Jodach.
W wyniku napaści ZSRR na Polskę we wrześniu 1939 miejscowość znalazła się pod okupacją sowiecką. 2 listopada została włączona do Białoruskiej SRR. Od czerwca 1941 roku pod okupacją niemiecką. W 1944 miejscowość została ponownie zajęta przez wojska sowieckie i włączona do Białoruskiej SRR.
Od 1991 w składzie niepodległej Białorusi.